# املیل، بنی ملال خنیفره
املیل (به فرانسوی: Imlil) یک شهرک در مراکش است که در استان ازیلال واقع شده‌است. املیل ۹٬۷۹۶ نفر جمعیت دارد.